# Donkraft
En donkraft er en maskine eller hydraulisk anordning, som anvendes til at løfte eller hæve tunge belastninger - og til at yde stor kraft. Donkraftes egenskaber er løfteevne i kg og mulig løftehøjde.
En mekanisk donkraft indeholder en gevindstang eller tandstang. En hydraulisk donkraft anvender hydraulisk kraft via en eller flere cylindre.
Den almindeligste donkraft bliver anvendt til biler; fx ved hjulskift.
En tandstangsdonkraft eller kaffemølle-donkraft er beregnet til at hæve landbrugsvogne og kærrer via hjulakslen. Kaffemølle-donkraften er produceret i hvert fald siden år 1900.
En skruedonkraft kan anvendes til at løfte huse.